# Attalea microcarpa
Attalea microcarpa är en enhjärtbladig växtart som beskrevs av Carl Friedrich Philipp von Martius. Attalea microcarpa ingår i släktet Attalea och familjen Arecaceae. Inga underarter finns listade i Catalogue of Life.